# Positano
Positano ist eine Gemeinde an der Amalfiküste in der Provinz Salerno in Kampanien, Italien, mit 3729 Einwohnern (Stand 31. Dezember 2023). Sie gehörte bis zum 11. Dezember 2008 zur Bergkommune Comunità Montana Penisola Amalfitana. Der Ort ist vom Fremdenverkehr geprägt.

## Geografie

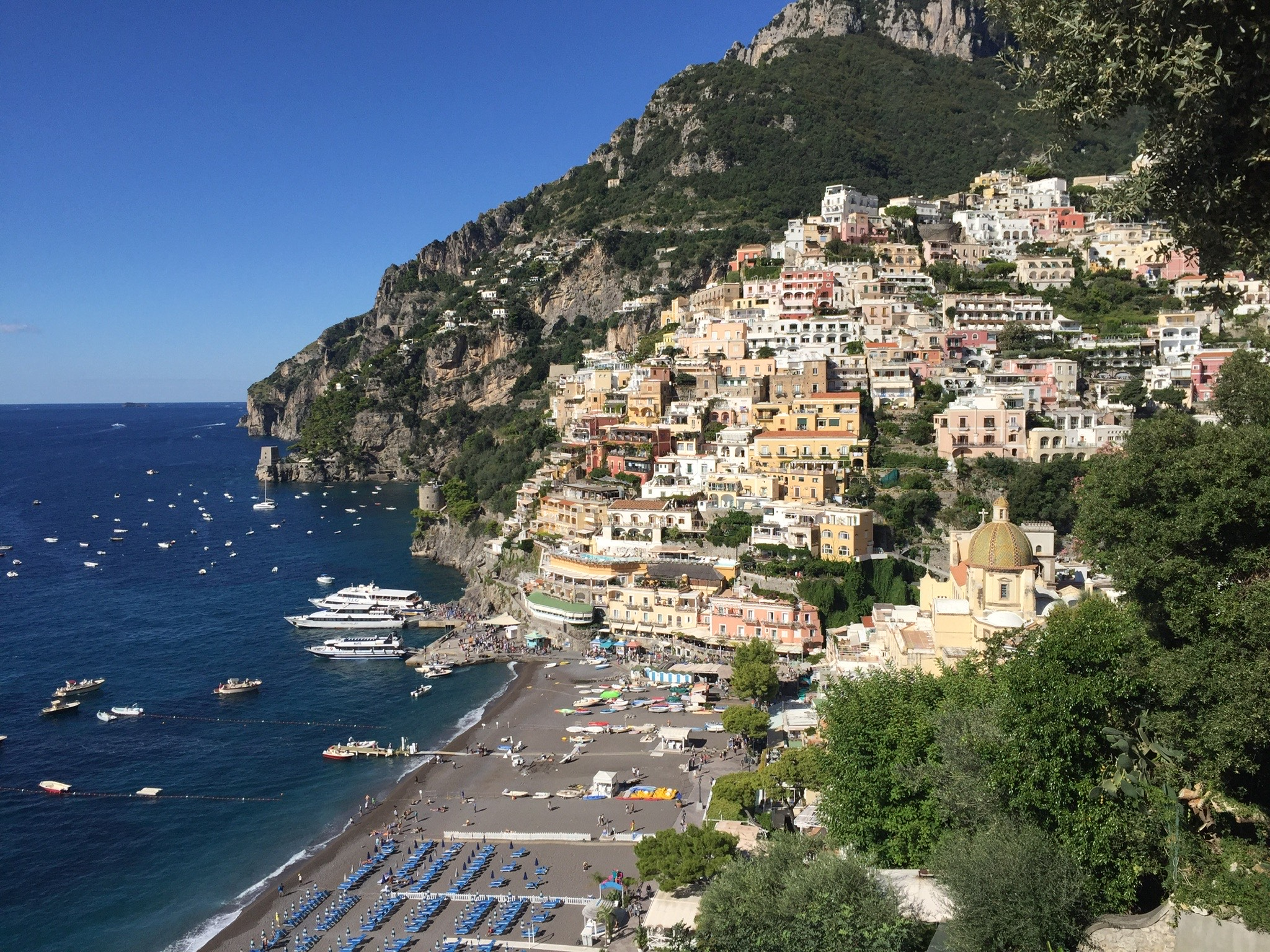
Positano – Bucht und Hang

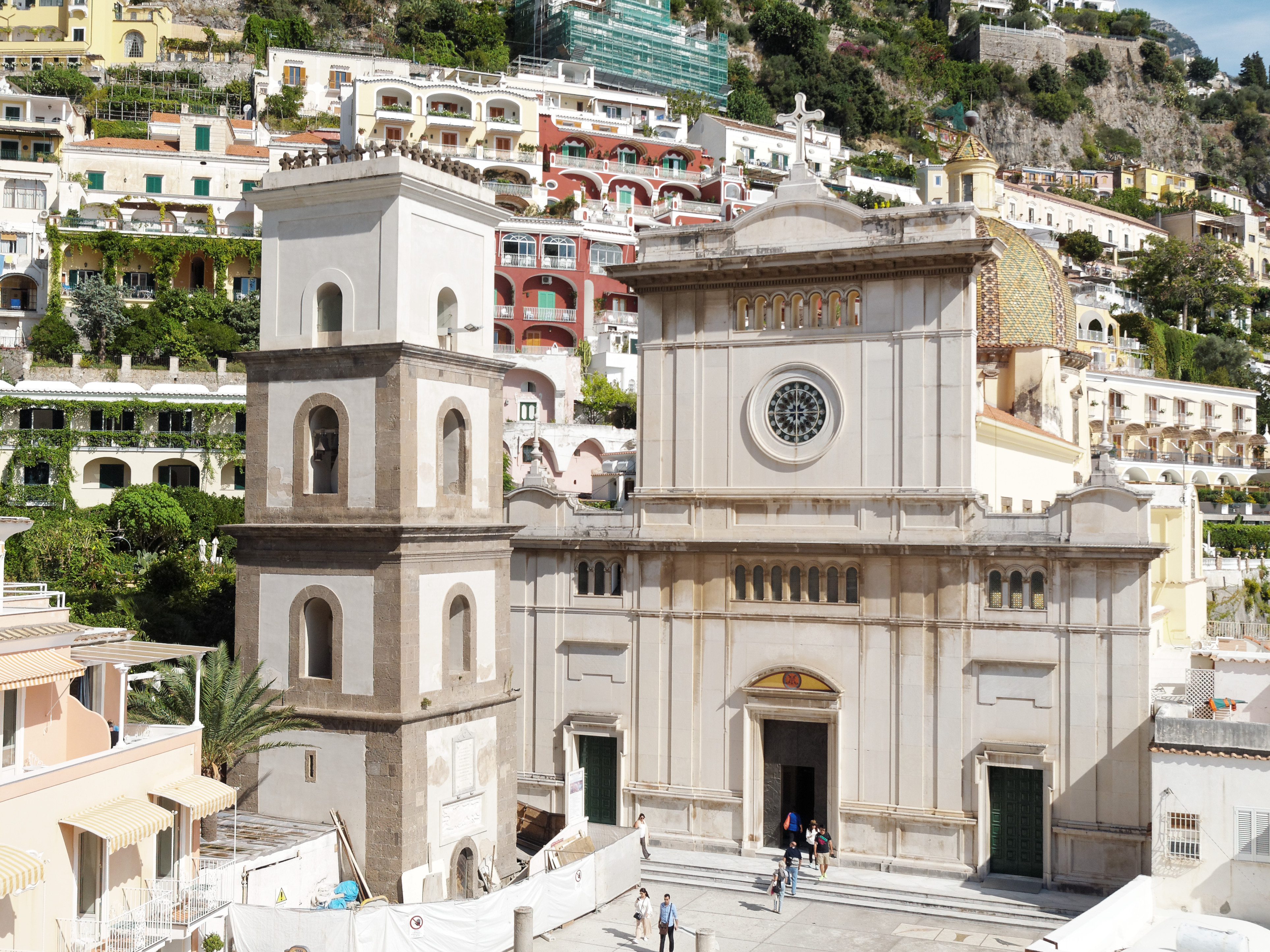
Die Kirche Santa Maria Assunta

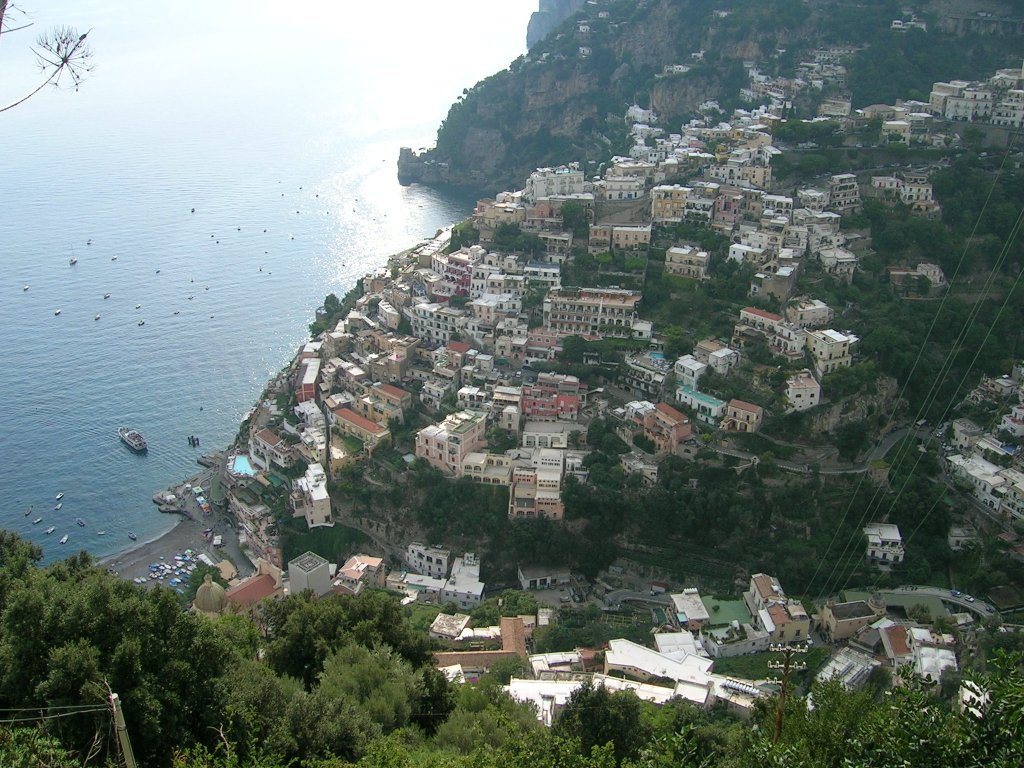
Positano

### Lage
Positano liegt an der Südküste der Halbinsel von Sorrent, an der Amalfiküste an einer Bucht zwischen der Punta Germano und dem Capo Sottile in der Provinz Salerno. Der heutige Ort ist aus einem kleinen Fischerdorf entstanden, dessen historischer Ortskern unterhalb der Staatsstraße SS163, der Amalfitana, liegt, die im Ort den Namen G. Marconi trägt. Positano wird von steilen Gassen und vielen Treppen durchzogen.
Zum Gebiet der Gemeinde gehören neben dem Kernort um die Pfarrkirche Santa Maria Assunta und die Piazza dei Mulini, dem Teil Fornillo im Westen, dem Teil Li Parlatti oberhalb der Staatsstraße, Arienzo, San Pietro und Laurito im Osten, die beiden Bergdörfer Montepertuso und Nocelle sowie die kleine Inselgruppe Li Galli.
Positanos Nachbargemeinden sind Agerola, Pimonte, Praiano und Vico Equense.

## Geschichte
Unter der Pfarrkirche Santa Maria Assunta wurden in jüngster Zeit von Archäologen die Reste einer römischen Villa freigelegt. Auch die Insel Gallo Lungo, die größte der Galli-Inseln, war seit der Antike immer wieder bewohnt. Im Mittelalter gehörte Positano zum Herzogtum Amalfi bzw. zur amalfitanischen Republik und besaß einen Hafen. Der Ort wuchs während des 16. und 17. Jahrhunderts deutlich. Anfang des 19. Jahrhunderts logierte König Joachim Murat in Positano (heute Palazzo Murat in der Via Mulini). Mitte des 19. Jahrhunderts emigrierte mehr als die Hälfte der Bevölkerung – die meisten nach Amerika.

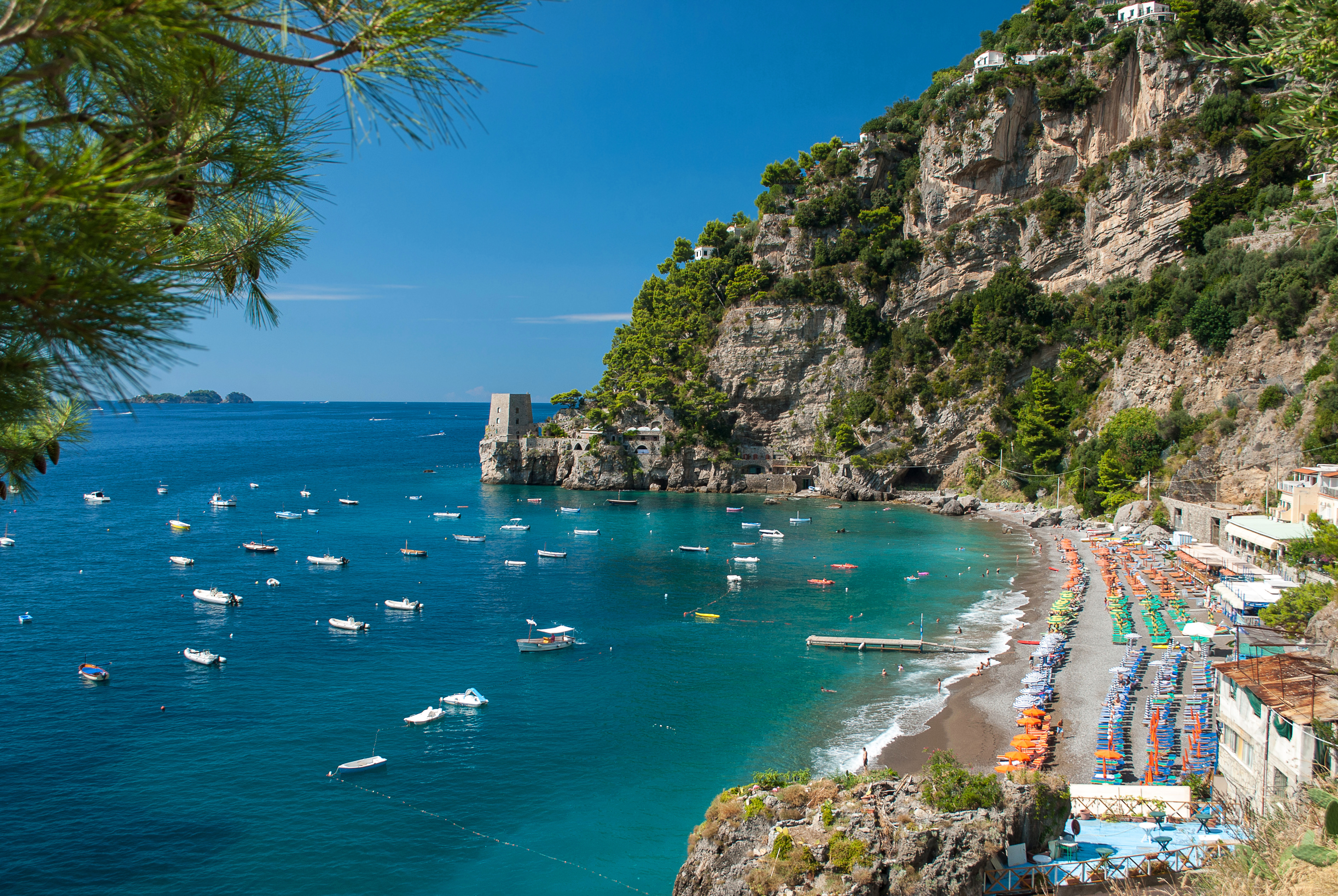
Der Strandabschnitt Fornillo

In der ersten Hälfte des 20. Jahrhunderts war Positano ein armes Fischerdorf. In der Zeit zwischen 1933 und 1945 war es ein Exilort deutscher Maler und Schriftsteller. In den 1950er Jahren begann Positano Touristen anzuziehen. Einer der Auslöser des Booms war offenbar ein Essay von John Steinbeck in der US-amerikanischen Zeitschrift Harper’s Bazaar im Mai 1953. Er schrieb: „Positano bites deep. It is a dream place that isn’t quite real when you are there and becomes beckoningly real after you have gone.“ („Positano geht unter die Haut. Es wirkt nicht real, wenn du dort bist, und es wird verlockend real, wenn du gegangen bist.“)
Die Stadt ist Mitglied der Cittàslow, einer 1999 in Italien gegründeten Bewegung zur Entschleunigung und Erhöhung der Lebensqualität in Städten durch Umweltpolitik, Infrastrukturpolitik, urbane und landschaftliche Qualität, Aufwertung der heimischen Erzeugnisse und Gastfreundlichkeit.

## Sehenswürdigkeiten

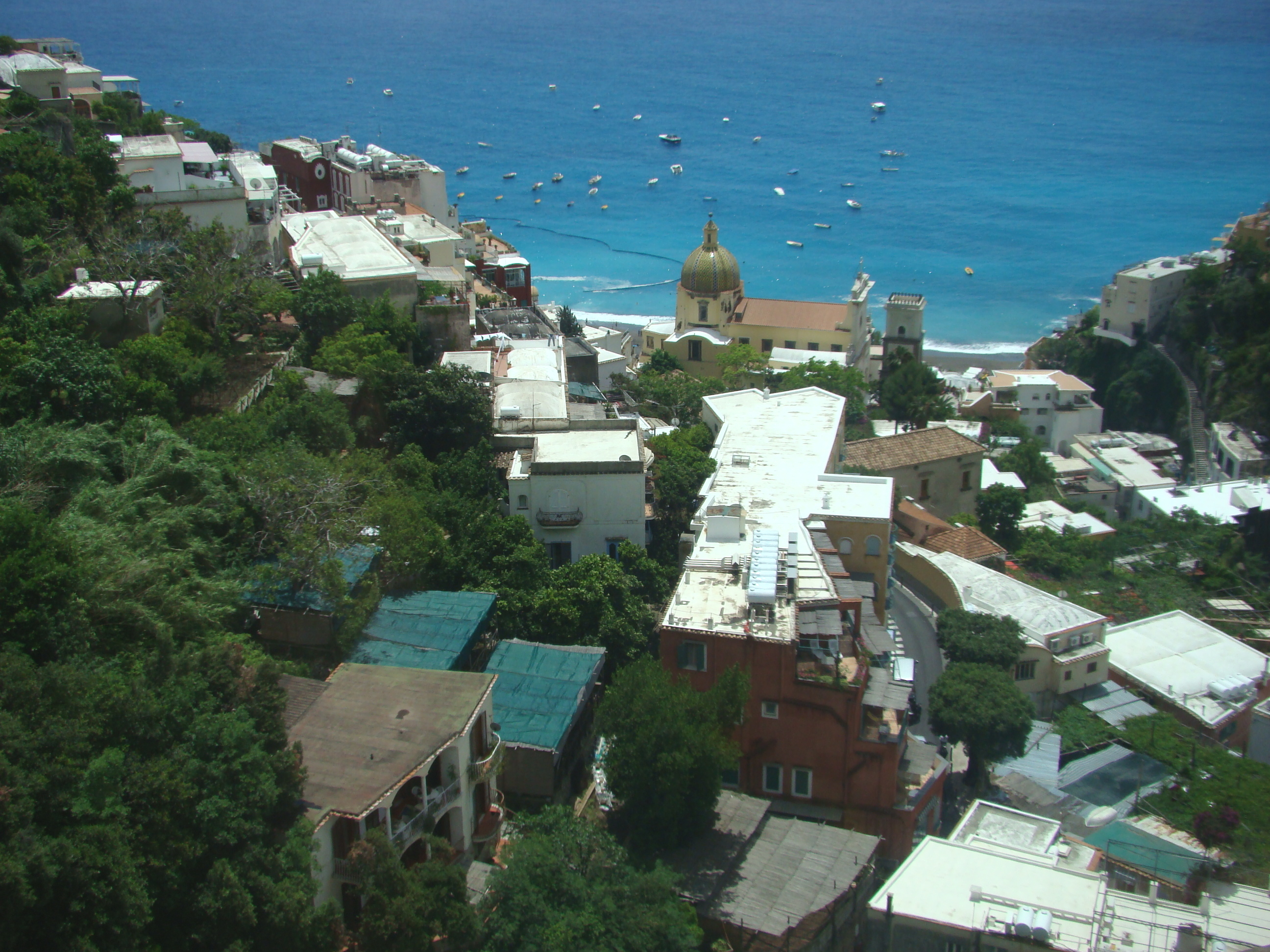
Positano mit der Kirche St. Maria Assunta

- Kirchen Santa Maria Assunta mit einer Schwarzen Madonna, Chiesa Nuova, Santa Caterina, Madonna del Carmine sowie Madonna delle Grazie in Montepertuso,
- Der Friedhof von Positano liegt hoch über der Staatsstraße und ist über die Via San Croce und die Via Stefan Andres zu erreichen.
- Felsblock Montagna Forata, ein Monolith mit vielen Löchern[2]
- Marina Grande
- Grotta dell’Incanto
- Miniatur-Stadtbild in einer Felswand an der Via Pasitea/Abzweig Via Fornillo

## Wirtschaftsunternehmen im Ort

### Positano Moda
In Positano werden Textilien unter dem Namen Positano Moda hergestellt. Der rustikale Modestil zeichnet sich durch intensive Farben, Einfallsreichtum und den reichhaltigen Einsatz von Spitze aus. Es werden hauptsächlich natürliche Materialien wie Leinen und Baumwolle verwendet.

### Tourismus
Das zum Badeort avancierte Positano bietet eine große Zahl an Hotels, Pensionen, Ferienhäusern, Ferienwohnungen und Gaststätten. Im Sommer verzehnfacht sich dadurch etwa die Bevölkerung.

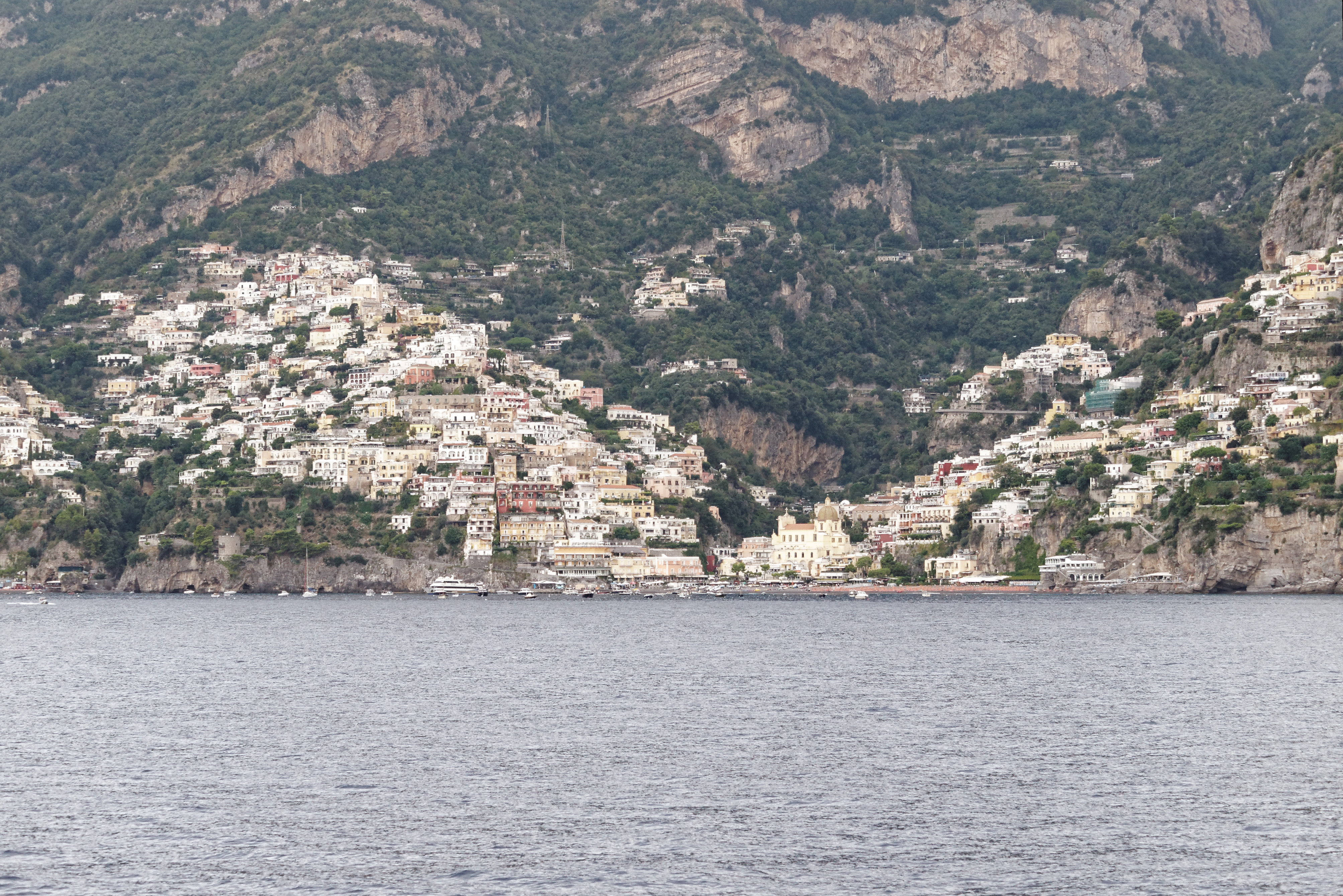
Blick von See auf Positano

## Verkehr
Die Staatsstraße SS 163 Amalfitana durchzieht Positano und verbindet die Stadt Meta mit Vietri sul Mare. Die Provinzstraße SP 425 (Via Mons. S. Cinque) führt von Positano zu den Bergdörfern Montepertuso und Nocelle. Das letzte Stück der Straße nach Nocelle wurde 2001 fertig gestellt.
Die Busgesellschaft SITA bietet Busverbindungen von Positano nach Meta und Sorrent sowie nach Amalfi und Salerno. Die Buslinie Interno verkehrt durchgehend im Ringverkehr, um die unteren (Piazza dei Mulini) mit den oberen Stadtteilen (Chiesa Nuova) zu verbinden. Einige der Busse fahren auch nach Montepertuso und Nocelle.
In der Touristenzeit bis Anfang November verkehren regelmäßig kleinere Passagierschiffe zur Insel Capri, nach Sorrent, Amalfi und Salerno.

## Personen, die mit Positano verbunden sind
- Der Schweizer Gilbert Clavel (1883–1927), der am frühen Futurismus mitwirkte, baute 1919–1927 einen verfallenen Wachturm des 16. Jahrhunderts zu einem Gesamtkunstwerk aus, das Siegfried Kracauer (1889–1966) in seinem Text Felsenwahn in Positano beschrieb.
- Der US-amerikanische Maler Peter Ruta (1918–2016) lebte von 1953 bis 1960 in Positano.
- Der deutsche Pianist Wilhelm Kempff (1895–1991) lebte von 1968 bis zu seinem Tod 1991 in Positano. Bereits 1957 hatte er hier die Beethoven-Interpretationskurse gegründet, die unter seiner Leitung bis 1982 in seiner Casa Orfeo stattfanden. Nach seinem Tod wurden die Meisterkurse von seinen Schülern Gerhard Oppitz (1992 bis 1995) und John O’Conor, der die Kurse seit 1997 leitet, fortgesetzt.
- Dem Tänzer Rudolf Nurejew (1938–1993) gehörten ab 1989 die drei Inseln Li Galli.[2]
- Der Regisseur Franco Zeffirelli besaß 35 Jahre das Anwesen Tre Ville in Positano, wo er häufig prominente Gäste empfing.[3]
- Katinka Niederstrasser (* 1939), Grafikerin
- Patricia Highsmith (1921–1995), Schriftstellerin, lebte einige Monate in Positano.
- John Steinbeck (1902–1968), Pablo Picasso (1881–1973), Tennessee Williams (1911–1983), Alberto Moravia (1907–1990) sowie Elizabeth Taylor (1932–2011) und Richard Burton (1925–1984) wurde „Positano-Süchtigkeit“ attestiert.[4]
- Beim Umbau der Villa auf der Gallo Lungo 1937 arbeitete Le Corbusier mit.
- Helmut (1930–2017) und Hannelore Kohl (1933–2001) verlebten in Positano 1960 ihre Flitterwochen.

### Deutschsprachige Künstler im Exil
Die Armut Positanos bot in der Zeit zwischen 1933 und 1945 vielen im Exil lebenden Menschen günstigere Überlebensbedingungen als die auch damals schon bekannteren Inseln Capri und Ischia. Das führte dazu, dass sich in Positano eine regelrechte deutsche Schriftsteller- und Künstlerkolonie etablieren und die Zeit des Nationalsozialismus überdauern konnte.
Zu den bekanntesten deutschen Künstlern im Exil, die hier Zuflucht fanden bzw. auch schon vor 1933 hier gelebt hatten, gehörten:
- Armin T. Wegner (1886–1978), Dichter, Erzähler und Pazifist, der hier ab 1936 einige Jahre seines Exils verbrachte[6]
- Irene Kowaliska (1905–1991), Malerin, über die Wegner nach Positano fand.[7]
- Karli Sohn-Rethel (1882–1966), Maler, lebte von 1921 bis 1951, mit Unterbrechungen, in Positano.
- Stefan Andres (1906–1970), Schriftsteller, lebte von 1937 bis 1948 in dem ihm von früheren Aufenthalten her bekannten Positano.[8] Eines seiner Bücher trägt den Ortsnamen als Titel (Positano. Geschichten aus einer Stadt am Meer, München 1957). Mehrere seiner Romane haben Positano (literarische Chiffre Città morta) zum Schauplatz. Die Stadt benannte die Straße, in der das Wohnhaus von Andres stand, zu seinen Ehren via Stefan Andres.
- Lisel Oppel (1897–1960), Malerin.
- Anita Rée (1885–1933), Malerin.
- Adolf von Hatzfeld (1892–1957), Schriftsteller.
- Paula Bärenfänger (1884 in Krefeld – 1953 in Positano) ist bereits in jungen Jahren weitgehend gelähmt und lebt ab 1914 bis zu ihrem Tod in Positano wegen des Klimas, das sie mit ihrer Lähmung besser verträgt. Sie hat bereits im Rheinland malen gelernt und ist in Positano – betreut von einer Haushälterin – immer wieder umgezogen. Dadurch hat sie vom Rollstuhl aus immer wieder neue Anregungen für ihre Bilder (hauptsächlich Landschaften, Stillleben, Blumen) erhalten. Anregungen erhielt sie auch durch andere Künstler, die sich gern bei ihr trafen.
- Kurt Craemer (1912–1961), Maler.
- Bruno Marquardt (1904–1981), Maler. Er war ein Freund Kurt Craemers und ließ sich im Jahr 1936 endgültig in Positano nieder, wo er auch beerdigt wurde. Er nahm an mehreren Biennalen und Wettbewerben teil und hatte Ausstellungen in Berlin, Königsberg, London, New York, Neapel und Rom.[9]
- Martin Wolff, wahrscheinlich 1898 geborener Maler und Teppichknüpfer. Er hatte von sich aus einen Antrag auf Entlassung aus der deutschen Staatsbürgerschaft gestellt, die ihm daraufhin aberkannt wurde. Wolff lebte über 20 Jahre in Positano, finanzierte seinen Lebensunterhalt teilweise durch Verkäufe an Touristen und war während des Krieges, da immer weniger Touristen den Weg nach Positano fanden, auf Unterstützung durch die Quäker angewiesen.[10] Während der deutschen Besetzung Italiens wurde er nach Auschwitz deportiert[11] und fand hier den Tod.[12]
- Walter Meckauer (1889–1966), Schriftsteller. Seine Frau betrieb in Positano zeitweise ein kleines Photogeschäft.[13]
- Joe Lederer (1904–1987), österreichische Journalistin und Schriftstellerin.
- Elisabeth Castonier (1894–1975), Schriftstellerin.
- Wolfgang Weber (1902–1985), Journalist.
- Essad Bey (1905–1942), deutschsprachiger Schriftsteller russisch-jüdischer Abstammung (eigentlich Lew Abramowitsch Nussimbaum oder Noussimbau). 1938 ging er ins italienische Exil und starb mit 36 Jahren am 27. August 1942 in Positano. Gerhart Hauptmanns Gedicht Positano ist Essad Bey gewidmet.
- Michele Theile (* 1935), Maler, Positano geboren, lebt und arbeitet dort. Er ist der Sohn der am 14. März 1897 in Osterholz-Scharmbeck geborenen Ilse Bruck-Bondy (gestorben 1980 in Positano) und des Journalisten und Fotografen Harald Theile. Während  Harald Theile, ein Freund Armin T. Wegners, der in den frühen 1930er Jahren nach Positano gekommen war, ab 1936 gelegentlich wieder nach Deutschland reiste, wo er, wie auch von Positano aus, für den Simplicissimus arbeitete, lebte Ilse Bruck-Bondy, die sich schon früh gegen die Nazis engagiert hatte, seit 1933 dauerhaft in Positano, vorübergehend auch in Vietri sul Mare. Um ihre finanzielle Situation aufzubessern, beaufsichtigte sie Kinder und unterrichtete sie in deutscher Sprache. Es handelte sich dabei vor allem um Kinder neapolitanischer Familien, die bis zur Befreiung durch die Alliierten im Jahre 1943 in Positano Zuflucht gefunden hatten.[9]
- An die deutschen Intellektuellen wie Stefan Andres oder Armin T. Wegner, die vor den Nationalsozialisten in das kampanische Dörfchen geflohen waren, erinnert auch Spiegel online.[4]

Sowohl die Kommune Positano als auch die Provinz Salerno bewahren bis heute das Andenken an sie, auch wenn einige der zuvor genannten Künstler heute in Deutschland weitgehend unbekannt oder vergessen sind. Dafür steht nicht nur die nach Stefan Andres benannte Straße in Positano, sondern auch eine Ende 2005 gehaltene Gedenkmesse, bei der ausdrücklich der ausländischen Exilanten, von denen nicht wenige auf dem Friedhof von Positano beerdigt sind, gedacht wurde. Auf der Website der Kommune finden sich bis heute Kurzbiografien und ein Überblick über das Schaffen der Emigranten, und auf der Website Positano My Life wird seit 2010 bisweilen an die Künstler erinnert, zuletzt im September 2015. Das Museum und die Bibliothek der Provinz Salerno unterhält eine eigene Sektion für die ausländischen Künstler und macht das Leben und Wirken vieler oben genannter Personen auch auf seiner Website zugänglich.

## Städtepartnerschaften
- Thurnau (Deutschland), seit April 2000
- Mendavia (Spanien), seit 2007